# Blepharocosta cloezianae
Blepharocosta cloezianae är en insektsart som beskrevs av Taylor 1992. Blepharocosta cloezianae ingår i släktet Blepharocosta och familjen rundbladloppor. Inga underarter finns listade i Catalogue of Life.